# Universitäts- und Landesbibliothek Sachsen-Anhalt
Die Universitäts- und Landesbibliothek Sachsen-Anhalt (ULB Sachsen-Anhalt) wurde 1696 in Halle (Saale) als Universitätsbibliothek gegründet. Mit 5,55 Millionen Bestandseinheiten ist sie heute die größte wissenschaftliche Allgemeinbibliothek in Sachsen-Anhalt.

## Geschichte
Die Geschichte der Universitäts- und Landesbibliothek ist eng mit der Geschichte der hallischen Universität verbunden. Bereits zwei Jahre nach der Entstehung der hallischen Universität wurde 1696 die Bibliothek gegründet. Nach der Zusammenlegung der Wittenberger Universität mit der hallischen Universität zur Vereinigten Friedrichs-Universität Halle-Wittenberg wurden 1817/1818 Teile der Universitätsbibliothek Wittenberg (gegründet 1502) in die Universitätsbibliothek Halle überführt.
1878–1880 errichtet man das neue Magazingebäude (heutige August-Bebel-Straße 50). 1948 erfolgte die Übertragung der zusätzlichen Aufgaben einer Landesbibliothek und anschließend die Einrichtung des Zentralkatalogs Sachsen-Anhalt. 1991 begann die elektronische Katalogisierung und 1992 erfolgte die Einbindung der Universitäts- und Landesbibliothek in den Katalogverbund Niedersachsen und Sachsen-Anhalt (ab 1995 Gemeinsamer Bibliotheksverbund – GBV).
Im Jahre 2000 wurde durch den Akademischen Senat der Martin-Luther-Universität Halle-Wittenberg die Ordnung der ULB verabschiedet.

## Hauptgebäude

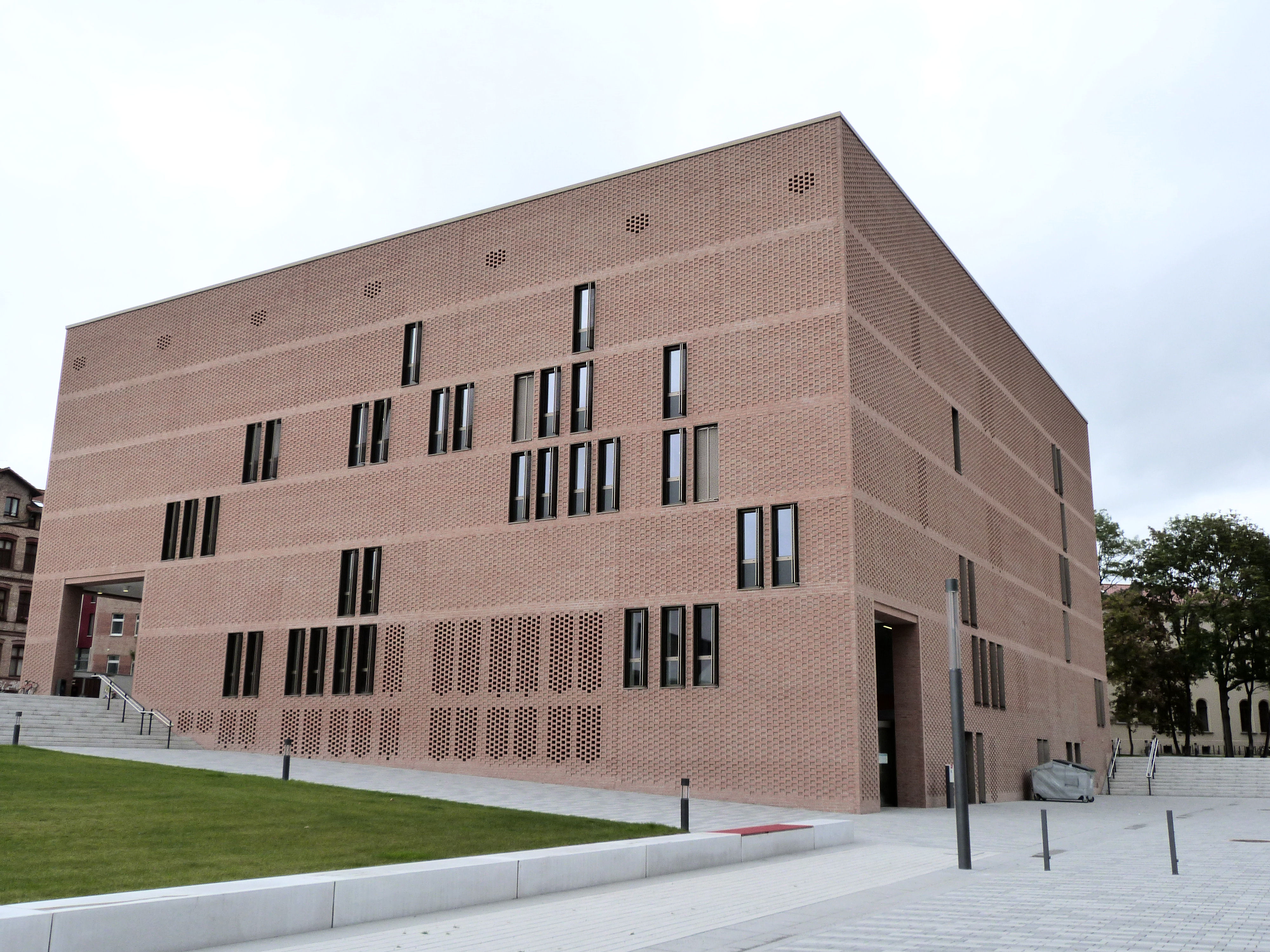
Zweigbibliothek am Steintor, Halle (Saale)

Das Hauptgebäude wurde 1878 durch Ludwig von Tiedemann als Magazinbau errichtet. Es befindet sich in der Nähe des Campus der Universität. Beispielhaft für die damalige Zeit war die funktionsgerechte Lösung der Trennung von Literaturaufbewahrung und Nutzung. Die reich gegliederte Klinkerfassade verdeckt eine verschraubte Gusseisenkonstruktion, die Elemente der späteren Industriearchitektur vorwegnahm. Im ersten Obergeschoss befindet sich der Hauptlesesaal. Der Handapparat umfasst ca. 10.000 Bände.

## Bestände
Die etwa 5,55 Mio. Bestandseinheiten der Universitäts- und Landesbibliothek Sachsen-Anhalt sind im Hauptgebäude und in 12 Zweigbibliotheken untergebracht. Darunter sind unter anderem 24.203 laufend gehaltene Zeitungen und Zeitschriften aber auch bedeutende Sondersammlungen. Zu den Reichtümern zählen außerdem über 115.000 Handschriften und Autographen und 1.600 Wiegendrucken (Drucke vor 1500). Im Bibliotheks-Altbestand mit annähernd 500.000 Bänden bis zum Erscheinungsjahr 1899 finden sich wertvolle französische und niederländische Drucke des 17. und 18. Jahrhunderts und Enzyklopädien der Aufklärungszeit.
Sammelschwerpunkte der Einrichtung sind u. a. der DFG-Fachinformationsdienst Nahost-, Nordafrika- und Islamstudien sowie die Landeskunde und Regionalgeschichte Sachsen-Anhalts. Auf Grundlage des Landespressegesetzes (§ 11) erhält die Bibliothek von jedem in Sachsen-Anhalt verlegten Druckwerk ein Pflichtexemplar.
Zu den Sondersammlungen zählt die Bibliothek der Morgenländischen Gesellschaft (gegründet 1845) mit Kostbarkeiten wie der ersten deutschen Übersetzung des Korans aus dem Arabischen und frühe Arbeiten der Orientalistik aus dem 17. Jahrhundert. Die Ponickausche Bibliothek mit Handschriften und Drucken zur sächsischen Geschichte, die Ungarische Bibliothek und die Sternwartenbibliothek mit Beständen der 1923 aufgelösten hallischen Sternwarte.